# Gorgone pyrochila
Gorgone pyrochila là một loài bướm đêm trong họ Noctuidae.